# 오미 유키타카
오미 유키타카(일본어: 小見 幸隆, 1952년 12월 25일 ~ )는 일본의 전 축구 선수이다.

## 국가대표팀 경력
그는 1978년 재팬컵에 참가할 일본 국가대표팀에 발탁되었으며, 7월 23일 태국와의 경기에서 데뷔했다. 그는 1980년까지 국제 A매치 통산 6경기에 출전했다.

## 통계
| 일본 | 일본 | 일본 |
| 연도 | 출전 | 득점 |
| ---- | ---- | ---- |
| 1978 | 1    | 0    |
| 1979 | 0    | 0    |
| 1980 | 5    | 0    |
| 통산 | 6    | 0    |